# Roseburg
Roseburg je město ve Spojených státech amerických. Nachází se v okrese Douglas County, jehož je zároveň správním a nejlidnatějším městem, ve státě Oregon. Ve městě žije přibližně 24 tisíc obyvatel a jeho rozloha činí 26,4 km². Leží v údolí tvořeném řekou Umpqua v Jižním Oregonu na silnice Interstate 5. Město je známé pro své dřevozpracující průmysl (v minulosti zde sídlila dřevozpracující společnost Roseburg Forest Products). Město bylo založeno roku 1851 a svůj název nese po osadníkovi Aaronu Roseovi.
V roce 2015 se ve městě odehrála Střelba na Umpqua Community College. V roce 2010 tvořili 91 % obyvatel města běloši. V oblasti, kde město nachází, panuje středomořské podnebí.

## Rodáci
- David Hume Kennerly (* 1947) – americký fotograf a fotožurnalista
- Jean Saubertová (1942–2007) – americká sjezdová lyžařka